# Courbet (Schiff, 1997)
Die Courbet ist die dritte leichte Mehrzweckfregatte der La-Fayette-Klasse der französischen Marine. Es war das dritte Schiff, das nach dem französischen Admiral Amédée-Anatole Courbet benannt wurde.

## Bekannte Einsätze
Die Courbet nahm an der „Opération Baliste“ teil. Am 3. Oktober 2006 drang ein israelisches Kampfflugzeug in die zwei Seemeilen große Verteidigungslinie des Schiffes ein, ohne auf Funkrufe einzugehen, was einen diplomatischen Zwischenfall zwischen den beiden Ländern auslöste. Israel entschuldigte sich nach offiziellen Protesten der französischen Regierung.
Im September 2008 war das Schiff an Anti-Piraterie-Operationen vor der Küste Somalias beteiligt und half bei der Befreiung einer am 2. September von Piraten gekaperten Yacht.
Ab Dezember 2009 begleitete die Courbet die Jeanne d’Arc auf ihrer letzten Fahrt. Die letzte Reise des Hubschrauberträgers, der 46 Jahre lang in der französischen Marine diente, umfasste Besuche in Afrika, Südamerika einschließlich Rio de Janeiro und Buenos Aires, den Französischen Antillen, den Vereinigten Staaten einschließlich New York City und Kanada. Die Reise war im Mai 2010 abgeschlossen.

### Operation Sea Guardian
Innerhalb der „Operation Sea Guardian“ kreuzte die Courbet im Juni 2020 im südlichen Mittelmeer, um das Waffenembargo gegen Libyen durchzusetzen. Am 10. Juni wollte man das unter der Flagge Tansanias fahrende Frachtschiff Çirkin, das von zwei türkischen Kriegsschiffen begleitet wurde, kontrollieren. Zuvor hatte sich die Çirkin bereits einer Inspektion durch die griechische Fregatte Spetsai, das für die Operation Irini im Mittelmeer eingesetzt war, widersetzt.
Nach französischer Darstellung weigerte sich die Çirkin den Zielhafen und die Ladung bekannt zu geben. Stattdessen soll das Begleitschiff Gökova die Courbet dreimal mit dem Feuerleitradar erfasst haben. Dies wertete man als feindliche Tat und würde den Einsatzregeln der NATO widersprechen und wäre zwischen verbündeten Nationen einmalig. Die türkische Seite wies die Vorwürfe zurück. Das französische Schiff hätte sich mit einem gefährlichen Manöver und übermäßiger Geschwindigkeit von 20 Knoten der Çirkin genähert. Dies würde NATO-Richtlinien und Sicherheitsvorschriften widersprechen. Hierbei habe man sie nicht ins Visier genommen, sondern mittels Kamera verfolgt. Auf den Funkspruch des türkischen Schiffs sei nicht reagiert worden.
Am 18. Juni 2020 erklärte der NATO-Generalsekretär Jens Stoltenberg, dass er den Anschuldigungen nachgehen werde. Da die Operation Sea Guardian die türkischen Waffenlieferungen nicht stoppen könne, erklärte der französische Staatspräsident Emmanuel Macron am 1. Juli 2020 den französischen Rückzug aus der Operation.